# 恩典区

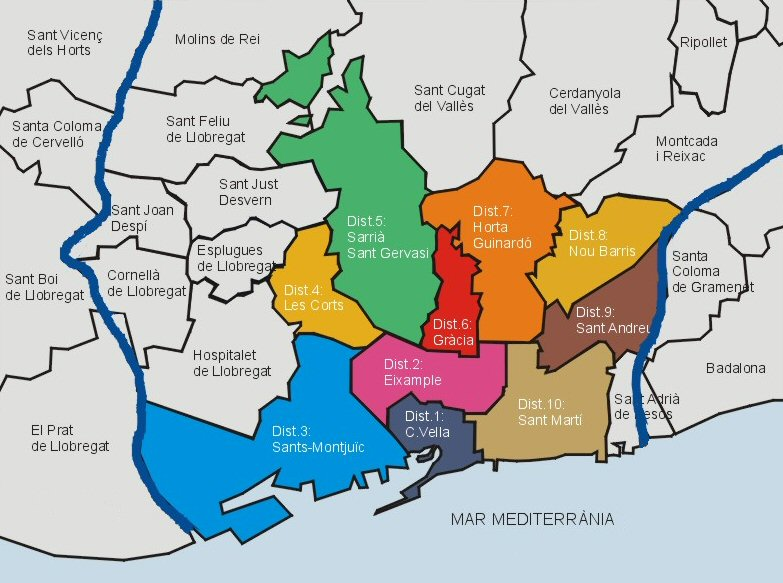
巴塞罗那区份，红色为恩典区

恩典区（Gràcia）是西班牙巴塞罗那的10个区的第六区，位于该市的南部，南邻扩展区，西邻Sarrià-Sant Gervasi，东邻Horta-Guinardó。2005年，恩典区有120,087人。

## 历史
恩典镇曾是一个独立的城镇，起源于1626年，加尔默罗会在此建立了恩宠圣母修道院（Nostra Senyora de Gràcia）。1897年，恩典镇和附近乡村并入巴塞罗那。在19世纪，巴塞罗那向北发展了扩展区，恩典镇遂与市区相连。

## 地标

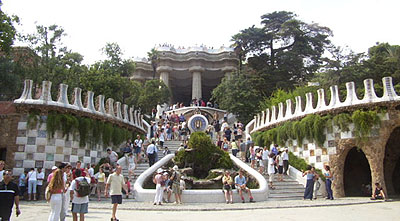
桂尔公园

恩典区最知名的景点是高迪设计的桂尔公园，位于卡梅尔山。维森斯公寓是高迪的第一个重要作品，也是一处世界遗产, 也位于恩典区。
西班牙著名的Lliure剧院最初也位于恩典区（该剧院后来迁往蒙特惠奇山）。恩典区也有几个著名的广场，包括太阳广场（Plaça del Sol）、恩典镇广场（Plaça de la Vila de Gràcia）和侯爵夫人广场（Plaça de la Virreina）。
每年八月，恩典区庆祝为期八天的“恩典节”（Festes de Gràcia）。